# Мухаммад аш-Шейх
Мухамма́д аш-Ше́йх (араб. محمد الشيخ, Muḥammad aš-Šaiḫ; 1490/1491 — 2 листопада 1557) — шейх і султан Марокко (1549—1557). Емір Суський (1544—1549). Перший представник арабської Саадійської династії на марокканському троні. Син шейха Абу Абдаллаха аль-Каїма. Батько султанів Абдаллах аль-Галіба, Абда аль-Маліка й Ахмада аль-Мансура. Після смерті батька (1517) разом із братом Ахмадом аль-Араджем очолив боротьбу Саадитів проти португальців та марокканської правлячої династії Ваттасидів. Захопив резиденцію останніх в Марракеші, яку передав братові (1524). Розбив війська Ваттасидів у битві при Ваді-аль-Абіді (1527), уклав Тадльський договір про поділ Марокко. Невдовзі вступив у конфлікт із братом, який став союзником регентом Алі Абу Хассуном при султані Абу'л-Аббас Ахмаді із Ваттасидської династії (1536). Відступив до Південного Марокко, де звільнив від португальців Агадір (1541) та декілька міст Атлантичного узбережжя. Завдяки цьому здобув авторитет серед місцевих родів та населення. Реорганізував військо за взірцем збройних сил Османської імперії, запровадив найману армію, широко використовував європейську артилерію. Повалив династію Ваттасидів, здобувши їхню столицю Фес (1549); також захопив західно-алжирський Тлемсен, скинувши місцевого султана (1549). Вів війну проти ваттасидсько-османського союзу, внаслідок чого тимчасово втратив Фес (1554). Після закінчення війни мав напружені відносини з Османами. Уклав союз із Кастильською Короною, що опиралася туркам в Середземномор'ї. Загинув від рук османських шпигунів-убивць, яких перед тим прийняв до свого війська. Похований в Усипальницях Саадитів. Його наступником став син Абдаллах аль-Галіб. Також — Мухамма́д I.

## Імена
- Мухаммад I — у західній традиції.
- Мухаммад аш-Шейх, або Мухаммад аль-Шейх (араб. محمد الشيخ, Muḥammad aš-Šaiḫ, «шейх Мухаммад») — коротке ім'я.
- Мулай Мухаммад аш-Шейх аш-Шеріф аль-Хассані (араб. مولاي محمد الشيخ الشريف الحسني, Mūlāy Muḥammad aš-Šaiḫ aš-Šarīf al-Ḥassanī) — повне ім'я.
- Мулай Мухаммад аш-Шейх аш-Шеріф аль-Хассані ад-Дарай ат-Тагмадерт (араб. محمد الشيخ بن هو محمد بن عبد الرحمن بن علي بن مخلوف بن زيدان‎) — повне ім'я.

## Біографія
12 березня 1541 року Агадір захопили війська марокканського шейха Муххамада. Він здобув місцеву фортецю Святого Хреста й полонив 600 португальців. До полону потрапили капітан-губернатор Гутерре де Монрой та його донька Месія, чоловік якої загинув у бою. Шейх Мухаммад взяв цю полонянку собі за дружину, однак вона померла 1544 року під час пологів.

## Сім'я
- Батько: Абу Абдаллах аль-Каїм
- Сини:
  - Абдаллах аль-Галіб (1517—1574), султан Марокко (1557—1574).
  - Абд аль-Малік I (?—1578), султан Марокко (1576—1578).
  - Ахмад аль-Мансур (1549—1603), султан Марокко (1578—1603).
  - Абд аль-Мумін